# Мустафаев, Чингиз Фуад оглы
Чинги́з Фуад оглы Мустафа́ев (азерб. Çingiz Fuad oğlu Mustafayev; 29 августа 1960, Капустин Яр, Астраханская область — 15 июня 1992, Нахчыванлы, Ходжалинский район) — азербайджанский гражданский и военный журналист, внёсший значительный вклад в развитие национального телевидения. Сотрудничал с рядом зарубежных информационных агентств. Автор многих репортажей из зоны боевых действий в Нагорном Карабахе, в том числе знаменитого репортажа с места Ходжалинской резни. Врач по первоначальной профессии. Национальный герой Азербайджана (1992, посмертно).

## Биография
Чингиз Мустафаев родился 29 августа 1960 года в Владимировском районе Астраханской области. В 1964 году переехал вместе с семьей в Баку. Первоначально учился в спецшколе имени Джамшида Нахичеванского. После окончания в 1977 году средней школы № 167 Ясамалского района поступил в Азербайджанский медицинский институт. Окончил университет в 1983 году, три года работал врачом в Дивичинском районе, а после — главврачом санатория при Азербайджанском инженерно-строительном институте.
Помимо работы, Мустафаев был поклонником искусства, музыки, журналистики. Именно Чингиз создал впервые в Баку музыкальный центр «Диско», участвовал в фольклорной группе «Озан», молодёжной студии «Экспромт». Но рвение к репортёрской деятельности, интерес к журналистскому расследованию оказались сильнее. И в октябре 1991 года Чингиз создал студию «215 КЛ», при помощи которой привнёс совершенно новое дыхание азербайджанскому телевидению, а сам превратился в любимца публики благодаря своим передачам «215 КЛ представляет», «Никто не будет забыт», «Лицом к лицу».
Талант репортёра общественность республики впервые узнала по видеосюжетам, снятым во время кровавых январских событий 1990 года. Ч. Мустафаев добился интервью с известными людьми Советского Союза — Михаилом Горбачёвым, Борисом Ельциным, Нурсултаном Назарбаевым, Аязом Муталибовым, Раисой Горбачёвой, Галиной Старовойтовой, Виктором Поляничко и другими.
Брат известных азербайджанских журналистов Вахида и Сейфуллы Мустафаевых.

### Первая карабахская война
С началом боевых действий в Нагорном Карабахе Чингиз полностью посвятил себя военной журналистике. Несмотря на реальную угрозу для жизни, он снял на видеоплёнку последствия Ходжалинской резни, произошедшей в ночь с 25 на 26 февраля 1992 года.
На кадрах, снятых Чингизом Мустафаевым с вертолёта, видны беспорядочно разбросанные повсюду тела расстрелянных ходжалинцев. На месте трагедии он снимал отдельные тела — в основном детей, женщин и стариков, а затем — подготовку тел для отправки вертолетом в Агдам.
Чингиз неоднократно выезжал в зону боевых действий, снимал сражающихся в Карабахе солдат, брал у них интервью. Он запечатлел перестрелку между вооруженными силами противоборствующих сторон. Остались видеокадры, где Чингиз охрипшим голосом подбадривает бойцов, чтобы те вернулись в занятый армянами Лачын.
15 июня 1992 года во время ожесточённых боёв в селе Нахичеваник (Нахчыванлы) Нагорного Карабаха Чингиз Мустафаев был смертельно ранен осколком мины при попытке запечатлеть наступление азербайджанской армии. Камера в этот момент продолжала снимать.
Указом Президента Азербайджана от 6 ноября 1992 года Чингизу Фуад оглы Мустафаеву присвоено звание Национального героя Азербайджана (посмертно) .
Похоронен Чингиз Мустафаев на Аллее Шахидов в Баку.

## Роли в кино
- 1987 — Другая жизнь — Эльдар
- 1988 — Мерзавец — парень в подземном переходе

## Память
Имя Чингиза Мустафаева носят зона отдыха Министерства внутренних дел Азербайджана в посёлке Шувелян, улица в Баку, радиостанция ANS ÇM, вершина в горном массиве Туфандаг (азерб. Çingiz zirvəsi) и улица в азербайджанском городе Губа.
На стене дома в Баку, в котором жил Чингиз Мустафаев, установлен барельеф, изображающий его с камерой на плечах. В памятном комплексе Военного лицея имени Джамшида Нахичеванского, установлен и его бюст.
В городе Шеки откуда происходила мать Ч. Мустафаева существует клуб его имени.